# Стіна Екблад
Стіна Оса Марія Екблад (швед. Stina Åsa Maria Ekblad; нар.. 26 лютого 1954, село Солф, Остроботнія, Фінляндія) — шведськомовна фінська акторка.

## Життєпис

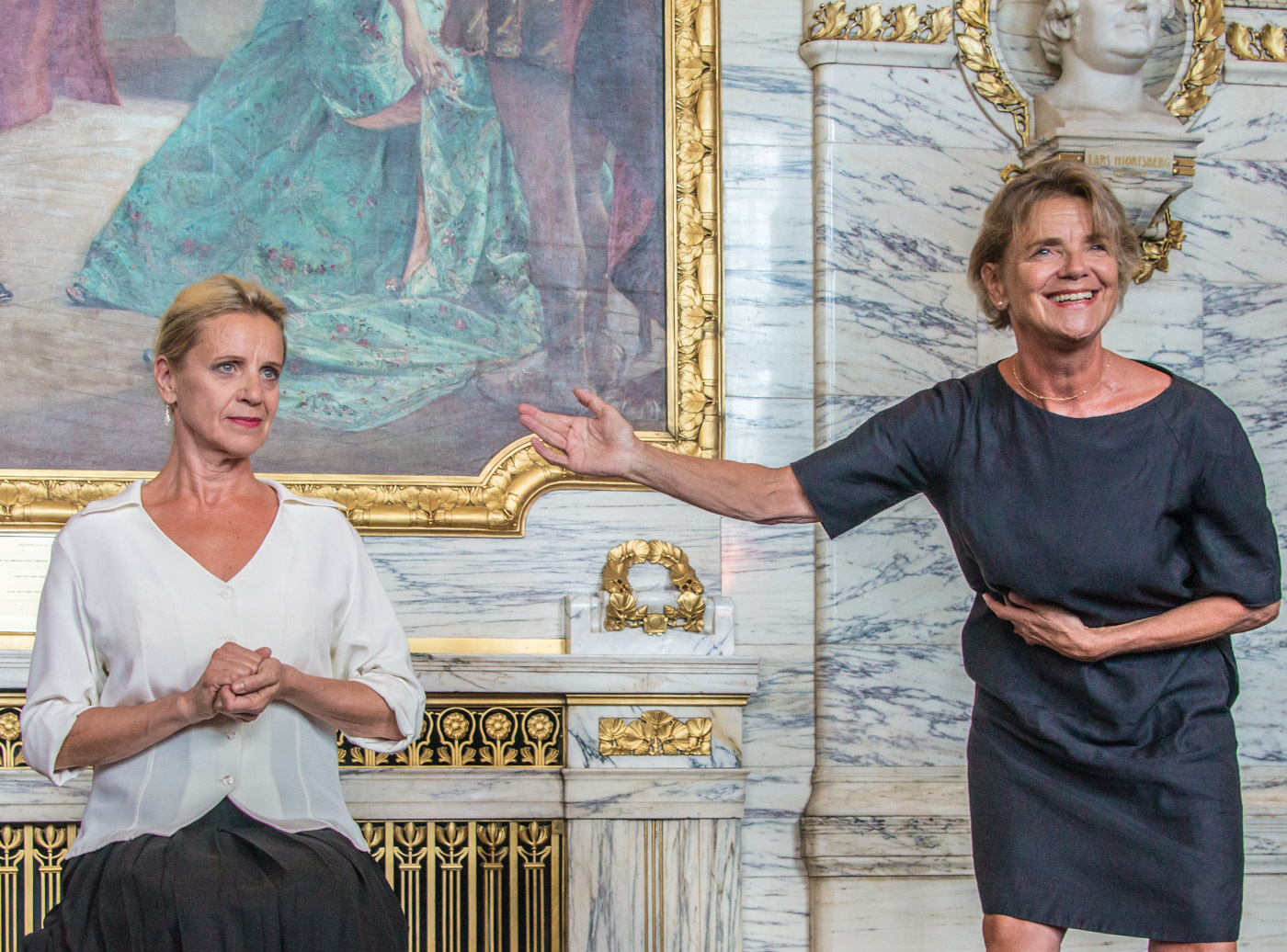
Ільва Екблад та Стіна Екблад у виставі за п'єсою Фрідріха Шиллера «Марія Стюарт»

Стіна Екблад народилася в селі Солф у фінській провінції Остроботнія у шведській родині. Не маючи можливості здобути освіту рідною мовою у Фінляндії, у 17 років переїхала в Данію, де закінчила школу і вступила до театрального училища. Як акторка протягом дев'яти років працювала в театрі міста Оденсе.
У 1975 році дебютувала на телебаченні: отримала роль у фінсько-шведського телесеріалі Amirika. У 1980 році переїхала до Стокгольма і вступила до Стокгольмського міського театру. У 1988 році перейшла до Королівського драматичного театру. Одночасно почала викладати в Стокгольмському вищому театральному училищі.
Акторський стиль Стіни Екблад характеризується яскравою, але м'якою манерою виконання, і глибоким зануренням в образ. Відомим є її виступ з читанням Євангелія від Марка. У кіно Екблад відзначена премією «Золотий жук» за роль Аґнес фон Крусеншерна у фільмі режисера Мая Зеттерлінга Amorosa (1986) і роль Теа у фільмі режисера Бо Відерберга Ormens på väg hälleberget (1986). Надалі вона ще двічі номінувалася на цю нагороду: за 1996 та 2009 роки.
Крім цього, Стіна Екблад втілила на екрані кілька різнопланових жіночих образів: холодну і безстатеву Ісмаель у фільмі Fanny och Alexander (1982), душевну Сірі фон Ессен в телесеріалі August Strindberg ett liv (1985), жорстку режисерку в Livsfarlig film (1988). Серед головних ролей — маркіза де Сад в телефільмі Інгмара Бергмана Markisinnan de Sade (1992). Також протягом 2000-х—2010-х років вона неодноразово з'являлася в ролі слідчої Карін Ліндер в серіалі про інспектора Курта Валландере.
У серпні 2017 року Стіна Екблад виступила ведучою програми Sommarpratare на P1.

## Родина
Чоловік Стіни Екблад — актор Ян Долата. У пари є спільний син і троє дочок від попереднього шлюбу Долата.
Молодша сестра Стіни Екблад, Ільва, також працює акторкою. Сестри Екблад разом грали у виставах, а також гастролювали в Швеції і Фінляндії з виставою за п'єсою Христини Лугн Idlaflickorna.

## Нагороди та премії
- 1986 — премія Курта Ліндера[4];
- 1987 — премія «Золотий жук» найкращій акторці за роль Агнес фон Крусеншерна у фільмі Amorosa і Теа у фільмі Ormens på väg hälleberget[4];
- 1990 — премія Фонду шведської культури у Фінляндії[4];
- 1995 — премія Юджина О'Нілла[4];
- 1999 — медаль Літератури і мистецтв[4];
- 2005 — премія Йеста Екмана;
- 2006 — театральна премія газети «Свенська дагбладет»;
- 2007 — театральна премія Шведської академії[4].

## Обрані театральні роботи
| Рік  | Роль                   | Спектакль автор                                                      | Режисер                        | Театр                          |
| ---- | ---------------------- | -------------------------------------------------------------------- | ------------------------------ | ------------------------------ |
| 1980 | Оповідач               | Århundradets kärlekssaga Мярта Тікканен                              | Крістін Улсуні                 | Стокгольмський міський театр   |
| 1980 | Арісія                 | Till Fedra Пер Улоф Енквіст                                          | Гунілла Берг                   | Стокгольмський міський театр   |
| 1982 | Глорія Бітті № 85      | Maratondansen Хорас Маккой та Рей Герман                             | Фред Йельм                     | Стокгольмський міський театр   |
| 1983 | —                      | När man har känslor Мария Ютуни                                      | Крістін Улсуні                 | Стокгольмський міський театр   |
| 1984 | Розалінда              | «Як вам це сподобається» Вільям Шекспір                              | Джон Кейрд                     | Стокгольмський міський театр   |
| 1986 | Хелен                  | Parken Бото Штраус                                                   | Ян Мегерд                      | Стокгольмський міський театр   |
| 1987 | Тінтомара              | Drottningens juvelsmycke Карл Йонас Луве Альмквіст                   | Петер Ускарсон                 | Королівський драматичний театр |
| 1988 | Маркіза де Мертей      | «Небезпечні зв'язки» Крістофер Гемптон                               | Біргітта Вурнстейн             | Королівський драматичний театр |
| 1989 | Рене, маркіза де Сад   | «Маркіза де Сад» Юкіо Місіма                                         | Інгмар Бергман                 | Королівський драматичний театр |
| 1990 | Беатриче               | Beatrice, Rappaccinis dotter Октавіо Пас                             | Піа Форсгрен                   | Королівський драматичний театр |
| 1993 | Ізабелла               | «Міра за міру» Вільям Шекспір                                        | Леннарт Юльстрьом              | Королівський драматичний театр |
| 1994 | Инга                   | Systrar, bröder Стіг Ларссон                                         | Стін Ларссон                   | Королівський драматичний театр |
| 1994 | Фрьокен                | Spöksonaten Август Стріндберг                                        | Анджей Вайда                   | Королівський драматичний театр |
| 1995 | Медея                  | «Медея» Евріпід                                                      | Леннарт Юльстрьом              | Королівський драматичний театр |
| 1996 | Syster Finland         | Spelet om lyckan och framtiden Ларс Льофгрен та Кай Лундгрен         | Агнета Еренсверд               | Королівський драматичний театр |
| 1996 | —                      | «Душа, народжена десь» Марина Цвєтаєва                               | Стіна Екблад Генрик Брамсьо    | Королівський драматичний театр |
| 1996 | —                      | Kabaré… tre år kvar…                                                 | Леннарт Юльстрьом              | Королівський драматичний театр |
| 1997 | Лаура                  | Fadren Август Стріндберг                                             | Стаффан Вальдемар Гольм        | Королівський драматичний театр |
| 1998 | Раймон Шандебіс        | Leva loppan Жорж Фейдо                                               | Тер'є Мерлі                    | Королівський драматичний театр |
| 1999 | Ольга                  | «Три сестри» Антон Чехов                                             | Стаффан Вальдемар Гольм        | Королівський драматичний театр |
| 2000 | Тітанія Іпполіта       | «Сон літньої ночі» Вільям Шекспір                                    | Джон Кейрд                     | Королівський драматичний театр |
| 2002 | Фенікс                 | Andromaque Жан Расін                                                 | Матс Ек                        | Королівський драматичний театр |
| 2002 | Марія, фрейліна Олівії | «Дванадцята ніч, або Як собі хочете» Вільям Шекспір                  | Джон Кейрд                     | Королівський драматичний театр |
| 2003 | Матінка Кураж          | «Матінка Кураж та її діти» Бертольт Брехт                            | Андерс Паулін                  | Королівський драматичний театр |
| 2004 | Ші Мо                  | «Три ножі з країни Вей» Гаррі Мартінсон                              | Стаффан Вальдемар Хольм        | Королівський драматичний театр |
| 2004 | Порція                 | «Венеційський купець» Вільям Шекспір                                 | Матс Ек                        | Королівський драматичний театр |
| 2006 | Федра, дружина Тесея   | «Федра» Жан Расін                                                    | Карл Дунер                     | Королівський драматичний театр |
| 2007 | Аліса                  | Dödsdansen I & II Август Стріндберг                                  | Джон Кейрд                     | Королівський драматичний театр |
| 2008 | Гернтруда              | «Гамлет» Вільям Шекспір                                              | Стаффан Вальдемар Гольм        | Королівський драматичний театр |
| 2009 | Місис Пейдж            | «Віндзорські насмішниці» Вільям Шекспір                              | Джон Кейрд                     | Королівський драматичний театр |
| 2009 | Жінка                  | Flicka i gul regnjacka Йон Фоссе                                     | Гуннель Ліндблум               | Королівський драматичний театр |
| 2010 | Арієль                 | «Буря» Вільям Шекспір                                                | Джон Кейрд                     | Королівський драматичний театр |
| 2011 | Барбро                 | Idlaflickorna Кристіна Лугн                                          | Вібеке Бьєльке                 | Королівський драматичний театр |
| 2012 | Хуммель                | Spöksonaten Август Стріндберг                                        | Матс Ек                        | Королівський драматичний театр |
| 2013 | Лена                   | Som löven i Vallombrosa Ларс Норен                                   | Вібеке Бьольке                 | Королівський драматичний театр |
| 2015 | Марія Стюарт           | «Марія Стюарт» Фрідріх Шиллер                                        | Петер Конвічни                 | Королівський драматичний театр |
| 2016 | Ерна                   | Presidenterna Вернер Шваб                                            | Стаффан Вальдемар Гольм        | Королівський драматичний театр |
| 2017 | —                      | Ritter, Dene, Voss Томас Бернхард                                    | Гуннель Ліндблум               | Королівський драматичний театр |
| 2017 | Алхимик                | Alkemistens hemlighet — Guldmakarna på Drottningholm Патрік Сьорлінг | Патрік Сьорлінг                | Театр палацу Дроттнінгхольм    |
| 2017 | Іокаста Евридіка       | «Едіп/Антігона» Софокл                                               | Королівський драматичний театр |                                |
| 2018 | Осе                    | Peer Gynt Генрік Ібсен                                               | Міхаель Тальгаймер             | Королівський драматичний театр |

## Вибрана фільмографія
- 1982 — Avskedet
- 1982 — Fanny och Alexander
- 1985 — August Strindberg: Ett liv (телесеріал)
- 1985 — När man har känslor (телетеатр)
- 1985 — Den stora illusionen
- 1986 — Skuggan av Henry (телесеріал)
- 1986 — Amorosa
- 1986 — Ormens väg på hälleberget
- 1988 — Livsfarlig film
- 1990 — Kaninmannen
- 1990 — Vänner, kamrater
- 1991 — Agnes Cecilia — en sällsam historia
- 1995 — Pensionat Oskar
- 1997 — Heta lappar
- 1998 — Aspiranterna (телесеріал)
- 1999 — En liten film (телесеріал)
- 1999 — Färden
- 1999 — Magnetisörens femte vinter
- 1999 — Manden som ikke ville dø
- 1999 — På sista versen
- 1999 — Mitt i livet (телесеріал)
- 2000 — Trolösa
- 2000 — Gossip
- 2000 — Skärgårdsdoktorn (телесеріал)
- 2001 — Så vit som en snö
- 2001 — Beck — Mannen utan ansikte
- 2002 — Heja Björn (телесеріал)
- 2002 — Suxxess
- 2002 — Talismanen (телесеріал)
- 2002 — Tusenbröder (телесеріал)
- 2003 — Afgrunden
- 2003 — Talismanen (телесеріал)
- 2004—2007 — Krönikan (телесеріал)
- 2004 — Rånarna
- 2004 — Skymning
- 2004 — The Return of the Dancing Master
- 2005 — Blodsbröder
- 2005 — Som en tjuv om natten (короткометражний фільм)
- 2005 — Wallander — Byfånen
- 2005 — Wallander — Bröderna
- 2005 — Wallander — Afrikanen
- 2005 — Wallander — Mastermind
- 2006 — Isabella (телесеріал)
- 2006 — Sökarna — Återkomsten
- 2006 — Wallander — Den svaga punkten
- 2006 — Wallander — Fotografen
- 2006 — Wallander — Täckmanteln
- 2006 — Wallander — Luftslottet
- 2006 — Wallander — Jokern
- 2006 — Wallander — Hemligheten
- 2007 — Dödsdansen I—II
- 2007 — Hjemve
- 2007 — Hjälp! (телесеріал)
- 2007 — August (телесеріал)
- 2008 — Livet i Fagervik (телесеріал)
- 2009 — Det enda rationella
- 2009 — Prick och Fläck snöar in
- 2009 — Scener ur ett kändisskap
- 2009 — Wallander — Hämnden
- 2009 — Wallander — Skulden
- 2009 — Wallander — Kuriren
- 2009 — Wallander — Tjuven
- 2009 — Wallander — Cellisten
- 2009 — Wallander — Prästen
- 2009 — Wallander — Läckan
- 2009 — Wallander — Skytten
- 2010 — Pax
- 2010 — Wallander — Indrivaren
- 2010 — Wallander — Vålnaden
- 2010—2013 — Уряд (телесеріал)
- 2011 — Hotell Gyllene Knorren — filmen
- 2012 — Bröllop i Italien
- 2012 — Den röda vargen
- 2013 — Kommissarien och havet (телесеріал)
- 2013 — Inte flera mord
- 2013 — Wallander — Sveket
- 2013 — Wallander — Saknaden
- 2013 — Wallander — Mordbrännaren
- 2013 — Wallander — Sorgfågeln
- 2014 — Жива душа / En levande själ
- 2014—2016 — Tjockare än vatten (телесеріал)
- 2017 — Trollvinter i Mumindalen (озвучення)

## Дискографія
- «… liksom av drömmens озвучиваниеег sjungen». Robert Schumann och hans diktare. Керстін Нюландер, фортепіано; Бенгт Розенгрен, гобой; Стіна Екблад, речитатив. Daphne Records 1998